# Baiyun, Fujian
Baiyun (kinesiska: 白云) är en socken i sydöstra Kina. Den ligger i Yongtai härad i provinshuvudstaden Fuzhou i provinsen Fujian, omkring 40 kilometer väster om centrala Fuzhou. Antalet invånare är 7 340. Befolkningen består av 3 606 kvinnor och 3 734 män. Barn under 15 år utgör 16,0 %, vuxna 15-64 år 70 %, och äldre över 65 år 13,0 %.